# Kyrillos I. (Antiochia)
Kyrillos I. (lat.: Cyrillus I.) († 299) war Bischof von Antiochien als Nachfolger des Timaios.

## Leben
Kyrillus übernahm die Leitung der Gemeinde von Antiochien im Jahre 277. Bald darauf wurde Diokletian römischer Kaiser, der eine Reform des römischen Staates einleitete, zu der auch eine Rückbesinnung auf dessen religiöse Traditionen und eine Verfolgung des Christentums gehörte. Diese letzte und schwerste Christenverfolgung der Antike traf auch die Gemeinde von Antiochien. Kyrillos I. starb aber offenbar eines friedlichen Todes, möglicherweise vor Ausbruch der Verfolgungswelle. Sein Nachfolger wurde Tyrannion.
Kyrillos wird als Heiliger verehrt. Sein Gedenktag ist der 22. Juli.